# 山野辺義逵
山野辺 義逵（やまのべ よしみち）は、江戸時代中期の水戸藩家老。

## 生涯
天和2年（1682年）、山野辺義清の長男として江戸に生まれる。元禄8年（1695年）、元服する。
宝永元年（1704年）、父・義清が没したため、家督を相続、家老職に就いた。宝永5年（1708年）、従五位下に叙され、主水正を称する。朝廷に使すること2回。享保5年（1720年）に藩主徳川宗堯の官位昇任のため、次いで元文2年（1737年）に藩主徳川宗翰の官位昇任のため、名代として京に赴いた。
延享4年（1747年）、老齢のため子の義胤に家督を譲り隠居し、野山と号した。多年にわたる忠勤を賞され、隠居料50人扶持を与えられた。
宝暦元年（1751年）水戸で死去、享年70。

## 参考資料
- 鈴木彰『幕末の日立―助川海防城の全貌』常陸書房、1974年